# Вудбриџ (Њу Џерзи)
Вудбриџ (енгл. Woodbridge) насељено је место без административног статуса у америчкој савезној држави Њу Џерзи.

## Демографија
По попису из 2010. године број становника је 19.265, што је 956 (5,2%) становника више него 2000. године.
| Група             | 2000.          | 2010.         |
| Белци             | 12.528 (68,4%) | 9.773 (50,7%) |
| Афроамериканци    | 1.399 (7,6%)   | 1.804 (9,4%)  |
| Азијати           | 2.353 (12,9%)  | 4.012 (20,8%) |
| Хиспаноамериканци | 1.801 (9,8%)   | 3.506 (18,2%) |
| Укупно            | 18.309         | 19.265        |